# Xavier Rhodes
Xavier Rhodes (* 19. Juni 1990 in Miami, Florida) ist ein ehemaliger US-amerikanischer American-Football-Spieler. Er spielte in der National Football League (NFL) als Cornerback. Von 2013 bis 2019 stand Rhodes bei den Minnesota Vikings unter Vertrag, anschließend zwei Jahre lang bei den Indianapolis Colts. In der Saison 2022 spielte Rhodes auch für die Buffalo Bills und die Dallas Cowboys.

## College
Rhodes, der während der Highschool auf verschiedenen Positionen sowohl in der Offense als auch in der Defense Football spielte und auch in der Leichtathletik herausragende Leistungen zeigte, bekam von mehreren Universitäten Sportstipendien angeboten. Er entschied sich für die Florida State University und spielte für deren Mannschaft, die Seminoles, zwischen 2009 und 2012 erfolgreich College Football, wobei ihm 140 Tackles sowie acht Interceptions gelangen. Außerdem konnte er 31 Pässe verteidigen.

## NFL
Beim NFL Draft 2013 wurde er in der 1. Runde als insgesamt 25. Spieler von den Minnesota Vikings ausgewählt. Bereits in seinem Rookiejahr konnte er überzeugen und lief in 13 Partien auf, sechs Mal davon als Starter, bevor ihn eine Knöchelverletzung außer Gefecht setzte. In den folgenden Spielzeiten wurde er zum unverzichtbaren Bestandteil der Secondary seines Teams. 2016 war für ihn eine besonders erfolgreiche Saison; ihm gelang nicht nur sein erster Interception-Return-Touchdown – mit 100 Yards der längste in der Geschichte der Vikings überhaupt – er wurde auch erstmals in den Pro Bowl berufen. Nach der Saison unterzeichnete er eine Vertragsverlängerung über fünf Jahre bei den Vikings, die ihm bis zu 70 Millionen US-Dollar einbringen konnte.
Im Jahr darauf wurde Rhodes erneut in den Pro Bowl berufen, zusätzlich wurde er zum All-Pro ernannt. Trotz einer durchwachsenen Saison wurde er 2019 ein weiteres Mal in den Pro Bowl gewählt. Insgesamt lief er in 104 Partien für die Vikings auf und fing in dieser Zeit zehn Interceptions. Am 13. März 2020 wurde er drei Jahre vor Ablauf seines Vertrags von den Vikings entlassen.
Am 26. März 2020 einigte sich Rhodes auf einen Einjahresvertrag mit den Indianapolis Colts, für die Saison 2021 nahmen die Colts ihn erneut unter Vertrag.
Am 28. September 2022 schloss Rhodes sich dem Practice Squad der Buffalo Bills an. Er kam in zwei Partien für Buffalo zum Einsatz, vor dem letzten Spieltag der Regular Season wurde er von den Bills entlassen. Daraufhin nahmen die Dallas Cowboys ihn am 8. Januar 2023 in ihren Practice Squad auf.